# RC4WD
RC4WD è un produttore e venditore di parti dei modelli radiocomandati, veicoli e attrezzature.
La RC4WD è stata fondata nel 2001 nella zona di San Francisco, ed i loro prodotti sono stati scelti dalla NASA ed apparsi in TV e riviste in molti paesi. La società si occupa di produrre elementi di ricambio per un'auto radiocomandata alimentata a batteria, la più veloce nel suo genere.

## Storia
RC4WD è stata fondata nel 2001 nella zona di San Francisco, California, in un garage. Inizialmente RC4WD ha lavorato come un OneStopShop (attraverso sito web) per RC monster truck aftermarket e parti di prestazioni. L'azienda è cresciuta attraverso l'aiuto di RCMT.net, una comunità forum dedicata agli appassionati monster truck RC. Nel 2005, l'azienda contava quasi 800 componenti da aziende come Thundertech Racing, JPS, New Era Models, Imex, Defiance Racing, RC Alloy, Vertigo Performance e altri.  Nel 2007 infine, RC4WD si trasferì in un piccolo magazzino a San Jose. Nel luglio 2010, è arrivato il primo prodotto su licenza, The Dick Cepek "Mud Country" 1.9. L'anno seguente, nel febbraio 2011, Horizon Hobby ha iniziato la distribuzione di prodotti RC4WD e nel marzo 2014, Towerhobbies ha iniziato a vendere prodotti RC4WD.

## RC Kits
- 1/10 Trail Finder Truck
- 1/10 Gelande Truck
- 1/5 Killer Krawler
- 1/10 Subzero Truck
- 1/10 Boyer Truggy
- 1/10 Worminator 6x6 Truck
- 1/10 Gelande D110 Truck
- 1/10 Fracture Truck with V8 engine
- 1/10 Bully Crawler
- 1/10 Timberwolf Scale Truck
- 1/10 Trail Stomper Truck
- 1/10 Trail Finder II Truck
- 1/10 Gelande II Truck

### Premi e riconoscimenti
- Maggio 2010 - rivista Wired - "Scelta dell'Editore" -RC4WD Killer Krawler
- Novembre 2011 - NASARC Rover Robotic Arm - RC4WD Killer Krawler[3]

### In televisione
- Luglio 2012 - RC4WD sul programma di Stacey David Gear sul canale Speed Channel[4]

### In riviste
- Noviembre 2008 - rivista “Max Bashing Interactive Digital” - RC4WD Diablo
- Noviembre 2008 - RC Magazine (Giappone)- RC4WD Trail Finder
- Maggio 2010 - Revista Make - RC4WD Killer Krawler
- Giugno 2010 - Revista Xtreme RC Cars - RC4WD Gelande
- Luglio 2010 - Truckmodell Magazine (Germania)- RC4WD Gelande
- Febbraio 2013 - Racer Magazine (Regno Unito) - RC4WD Trail Finder 2